# Scaptodrosophila albolimbata
Scaptodrosophila albolimbata är en tvåvingeart som först beskrevs av Oswald Duda 1924.  Scaptodrosophila albolimbata ingår i släktet Scaptodrosophila och familjen daggflugor. Inga underarter finns listade i Catalogue of Life.